# 48846 Agnesacker
48846 Agnesacker este o planetă minoră (asteroid) din centura de asteroizi. A fost descoperită pe 27 februarie 1998 la Caussols de OCA-DLR Asteroid Survey⁠(d). 
Obiectul prezintă o orbită caracterizată de o semiaxă mare de 2,219558692291 UAi, o excentricitate de 0,10906921665919, o înclinație de 2,9176110196859 ° în raport cu ecliptica.